# Villemagne
Villemagne là một xã của Pháp, nằm ở tỉnh Aude trong vùng Occitanie.
Người dân địa phương trong tiếng Pháp gọi là Villemagnais.

## Hành chính
| Danh sách các xã trưởng                |                  |             |      |         |
| Giai đoạn                              | Giai đoạn        | Tên         | Đảng | Tư cách |
| tháng 3 năm 2001                       | tháng 3 năm 2008 | Alain Bauda | PS   |         |
| Tất cả các dữ liệu trước đây không rõ. |                  |             |      |         |

Bản mẫu:Élu /Début = tháng 3 năm 2008 / Fin= /Identité = Hélène Brousse / Parti = /Qualité= Xã trưởng
Bản mẫu:ÉludDonnées
|}

## Thông tin nhân khẩu
| 1962                                         | 1968 | 1975 | 1982 | 1990 | 1999 |
| -------------------------------------------- | ---- | ---- | ---- | ---- | ---- |
| 176                                          | 215  | 208  | 223  | 192  | 211  |
| Số liệu từ năm 1968: Dân số không tính trùng |      |      |      |      |      |